# مسجد دار السلام الكبير
مسجد دار السلام الكبير (بالاندونيسية: Masjid Raya Darussalam) هو ثاني أكبر مسجد في مقاطعة كالمنتان الشرقية في ساماريندا، يقع المسجد في وسط مدينة ساماريندا، الصفات التي ينظر إليها بسهولة في المسجد أن له قبة واحدة كبيرة والعديد من القباب الصغيرة المجاورة للقبة الخضراء الكبيرة ولها أربعة ماذن، يقع المسجد على نهر مهاكام .

## التاريخ
دليل التنمية في مسجد دار السلام الكبير يشير أن المسجد بني في ساماريندا في عام 1925، الذي ألهم بنائه من قبل التجار من بوغيس و قبائل بنجر، كما يشير دليل التنمية أن المسجد الذي يعد من أقدم المساجد خضع لبعض الترميمات دون دون التقليل من بناه الأصلي .

## العمارة
مسجد دار السلام الكبير خضع لتحديث وترميم في عام 1953 وفي عام 1967، ووقد تم بناء المسجد الأصلي على أرض مساحتها 25 متر في 25 متر على مشارف نهر مهاكام، ثم أعيد بناء المسجد على أرض تبلغ مساحتها 15 ألف متر مربع، بناء وعمارة المسجد يشير إلى مفهوم العمارة والبناء في تركيا، وذلك بناء على الخصائص التي تظهر في شكل القباب والماذن وعدد من الأقواس فوق الأبواب والنوافذ .

## وصلاة خارجية
- موقع مسجد دار السلام الكبير على الخريطة
- ألبوم صور مسجد دار السلام الكبير